# Second Toughest in the Infants
Albums de Underworld
dubnobasswithmyheadman
(1994) Beaucoup Fish
(1999)
Second Toughest in the Infants est le quatrième album de Underworld, sorti en 1996.

## L'album
Il atteint la 9e place du hit-parade britannique. Daryl Easlea le qualifie d'un des disques les plus surprenants des années 1990. Le titre Born Slippy .NUXX, musique du film Trainspotting, propulse le groupe au rang de pop stars et Pearl's Girl prend la tête de nombres de classements. Melody Maker met l'album à la 5e place des albums de l'année 1996. Il fait partie des 1001 albums qu'il faut avoir écoutés dans sa vie. 

## Titres
Tous les titres sont de Darren Emerson, Karl Hyde et Rick Smith.

### Édition standard
1. Juanita: Kiteless: To Dream of Love - 16:36
2. Banstyle / Sappy's Curry - 15:22
3. Confusion the Waitress - 6:47
4. Rowla - 6:31
5. Pearl's Girl - 9:36
6. Air Towel - 7:37
7. Blueski - 2:55
8. Stagger - 7:37

### Réédition
1. Juanita: Kiteless: To Dream of Love - 16:36
2. Banstyle / Sappy's Curry - 15:22
3. Confusion the Waitress - 6:47
4. Rowla - 6:31
5. Pearl's Girl - 9:36
6. Air Towel - 7:37
7. Blueski - 2:55
8. Stagger - 7:37
9. Born Slippy .NUXX - 11:40
10. Rez - 9:55
11. Cherry Pie - 8:25
12. Pearls Girl (Carp Dreams... Koi) - 10:06